# Mimetillus moloneyi
Genre
Espèce
Statut de conservation UICN

 LC  : Préoccupation mineure
Mimetillus moloneyi est une espèce de chauve-souris, l'unique du genre Mimetillus.

## Liste des sous-espèces
Selon MSW:
- Mimetillus moloneyi moloneyi Hinton, 1920
- Mimetillus moloneyi thomasi Thomas, 1891

Mimetillus moloneyi berneri Monard, 1933 est un synonyme de Mimetillus moloneyi moloneyi.